# Orechona trifoveolata
Orechona trifoveolata är en insektsart som beskrevs av Melichar 1926. Orechona trifoveolata ingår i släktet Orechona och familjen dvärgstritar. Inga underarter finns listade i Catalogue of Life.